# Святой Дади

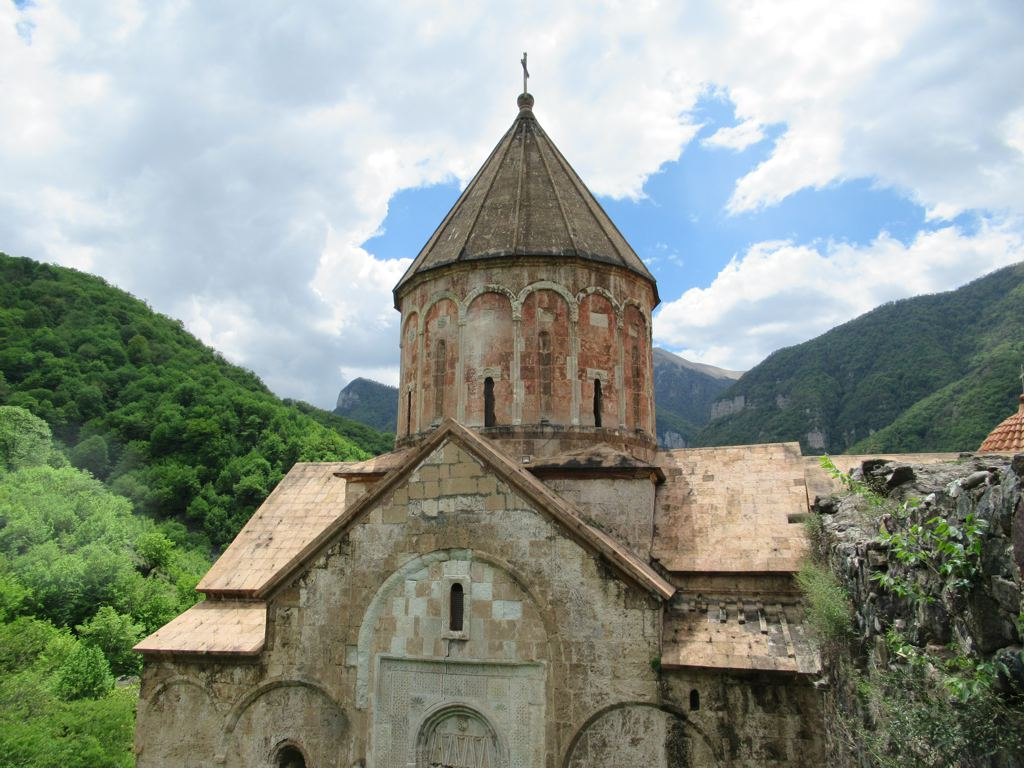
По легенде, храм Дадиванк был построен на месте смерти святого Дади.

Святой Дади (род. I век н. э. — ум. I—II век н. э.) — раннехристианский святой, проповедник и мученик, проповедавший в Армении. Один из учеников апостола Фаддея. Некоторыми исследователями отождествляется со Святым Елисеем и даже с апостолом Фаддеем.

## Служение на Кавказе
По преданию, во второй половине I века Елисей, ученик апостола Фаддея, отправился в Иерусалим, где принял посвящение от Иакова, брата Господня. Затем с торговыми караванами, шедшими из Ирана и Месопотамии, отправился на Кавказ, где вместе с Дади проповедовал учение Христа.

## Смерть
Согласно преданию, св. Дади принял мученическую смерть в районе реки Тертер, где был забит камнями язычниками за веру во Иисуса Христа.

## Память
В честь Святого Дади был возведён монастырь Дадиванк, где он был похоронен. Монастырь был построен во второй половине I века.